# Clarisia ilicifolia
Clarisia ilicifolia là một loài thực vật có hoa trong họ Moraceae. Loài này được (Spreng.) Lanj. & Rossbach mô tả khoa học đầu tiên năm 1936.